# Marek Gajczak
Marek Gajczak (ur. 2 czerwca 1966 w Krakowie) – operator filmowy, montażysta, scenarzysta, reżyser.

## Życiorys
Absolwent Łódzkiej Szkoły Filmowej na wydziale operatorskim (1998). Ukończył również warsztaty operatorskie Masterclass for DOP w Budapeszcie. W okresie studenckim za swoje etiudy zdobył wiele międzynarodowych nagród, w tym między innymi Srebrną Kijankę na MFF Camerimage w Polsce za film Sposób na Moravię. Film ten brał też udział w przeglądzie młodych talentów na festiwalu w Cannes. Za krótkometrażowy film fabularny Antychryst (2002) Adama Guzińskiego na Festiwalu European Short Film w Stuttgarcie-Ludwigsburgu (2003) otrzymał nagrodę za zdjęcia, zaś sam film był zgłoszony do Oscara po otrzymaniu Grand Prix na MFF w Bilbao (2002). W 2006 roku zadebiutował jako reżyser i scenarzysta w pełnometrażowym filmie fabularnym Pod powierzchnią. Współpracował z Telewizją TVN i Telewizją Polską.
Obecnie pracuje głównie jako autor zdjęć i reżyser filmów dokumentalnych, których zrealizował kilkadziesiąt, oraz filmów fabularnych.
W ostatnich latach zrealizował zdjęcia między innymi do filmów fabularnych: Oszukane (2013) reż. Marcin Solarz i Bokser (2012) reż. Tomasz Blachnicki oraz filmów dokumentalnych: Bartoszewski. Droga (2011) reż. Artur Więcek, Boris Dorfman – A Mentsh (2014) reż. Uwe i Gabriela von Seltmann i Endrju (2014) reż. Tomasz Blachnicki i Robert N. Wachowiak.

## Filmografia

### Filmy fabularne
- 2013:	Oszukane reż. Marcin Solarz – film fabularny – zdjęcia / produkcja: TVN
- 2012:	Bokser reż. Tomasz Blachnicki – film fabularny – zdjęcia / produkcja: TVN
- 2009:	Generał – zamach na Gibraltarze reż. Anna Jadowska – film fabularny – zdjęcia / produkcja: TVN
- 2006:	Pod powierzchnią – film fabularny – scenariusz, reżyseria, zdjęcia / produkcja: Barton Film, Gremi Film Production
- 2002:	Antychryst reż. Adam Guziński – film fabularny – zdjęcia / produkcja: Studio Filmowe Indeks, TVP
- 2000:	Szczęśliwy człowiek reż. Małgorzata Szumowska – film fabularny – zdjęcia / produkcja: Studio Filmowe Indeks, TVP

### Filmy dokumentalne
- 2014:	Endrju reż. Tomasz Blachnicki, Robert N. Wachowiak – film dokumentalny – zdjęcia
- 2014:	Boris Dorfman – A Mentsh reż. Uwe i Gabriela von Seltmann – film dokumentalny- zdjęcia, montaż
- 2012:	Bartoszewski. Droga reż. Artur Więcek – film dokumentalny – zdjęcia
- 2011:	Od początku do końca i początku. Projekt życia według Jana Pawła II reż. Piotr Jaworski, Iwona Meus – film dokumentalny – zdjęcia
- 2011:	Churchills Verrat An Polen reż. Christoph Weinert, Anna Jadowska, Dariusz Baliszewski, Lidia Kazen – film dokumentalny – zdjęcia
- 2010:	Raz dokoła. Opowieść Marii Rydlowej reż. Halina Przebinda – film dokumentalny – zdjęcia
- 2009:	Generał reż. Anna Jadowska, Lidia Kazen – dokumentalny serial telewizyjny – zdjęcia
- 2008:	Dekalog … po dekalogu - Szóste reż. Piotr Jaworski – film dokumentalny – zdjęcia
- 2008:Dowody zbrodni reż. Paulina Maciejowska – film dokumentalny – zdjęcia
- 2005:	Mój tata Maciek reż. Małgorzata Szumowska – film dokumentalny- zdjęcia
- 2004:	Goralenvolk reż. Artur Więcek – film dokumentalny – zdjęcia
- 2003:	Na krawędziach reż. Monika Górska – film dokumentalny – zdjęcia
- 2001:	Góral w sutannie reż. Adam Kinaszewski – film dokumentalny – zdjęcia
- 2000:	Na ratunek reż. Piotr Jaworski – film dokumentalny – zdjęcia
- 2000:	Renoir reż. Janine Berthold – film dokumentalny – zdjęcia
- 1999:	Siedem lekcji miłości reż. Małgorzata Szumowska – film dokumentalny – zdjęcia
- 1998:	Wyśniona miłość reż. Grażyna Kędzielawska – film dokumentalny – zdjęcia
- 1998:	Projekt X – samochody terenowe – Bieszczady reż. Bogusław Linda – film dokumentalny – zdjęcia
- 1998: Blizna reż. Grażyna Kędzielawska – film dokumentalny – zdjęcia
- 1997: Bezdomna miłość reż. Grażyna Kędzielawska – film dokumentalny – zdjęcia